# Vic Grimes
Victor Grimes (3 de enero de 1963) es un luchador profesional estadounidense, más conocido por sus apariciones en Extreme Championship Wrestling, Xtreme Pro Wrestling, y durante poco tiempo en World Wrestling Federation. Grimes es conocido por su brutal estilo hardcore, así por su capacidad para realizar ágiles movimientos aéreos, a pesar de su enorme tamaño.

## Carrera

### All Pro Wrestling (1996-1999)
Grimes comenzó su carrera en la promoción de California All Pro Wrestling, donde debutó derrotando a Donovan Morgan el 13 de diciembre de 1996. Posteriormente, Grimes se enfrentó a varios otros luchadores, como Michael Modest y Robert Thompson, obteniendo un alto número de victorias. En septiembre de 1998 debutó el (kayfabe) hermano de Vic, Dic Grimes, con el que formó un equipo conocido como The Grimes Brothers, llevando máscaras de cuero y revelándose heels. Durante su primer combate, el equipo consiguió los Campeonatos en Parejas de la APW. Sin embargo, el dúo se deshizo cuando Dic y Vic comenzaron a atacarse entre ellos en un combate contra The West Side Playaz (Jay Smooth & Kwame Kamoze), entrando en un feudo ambos hermanos. La rivalidad acabó cuando Vic Grimes derrotó a Dic en un Mask vs. Mask match. Poco más tarde, Grimes entró en un breve pero intenso feudo con Erin O'Grady, derrotándole en un brutal combate hardcore el 30 de enero de 1998 en el que O'Grady atacó a Grimes con un coche. Tras un tiempo, Grimes también dejó de usar la máscara y ganó el Campeonato Universal de la APW contra Maxx Justice, aunque el título fue retirado cuatro días después. Tras ello, Vic cambió de nombre a Vic Murdoch y formó un tag team con Frank Murdoch llamado The Murdoch Cousins, en el que Grimes volvió a conseguir los Campeonatos por Parejas, quedando vacantes los títulos un mes más tarde cuando el equipo se disolvió. Grimes volvió a usar su auténtico nombre después de ello.

### World Wrestling Federation (1999)
Después de que Jim Cornette viese el combate entre Grimes y O'Grady, la World Wrestling Federation les contrató a ambos para un dark match de Shotgun Saturday Night el 19 de enero de 1998. Los directivos de la WWF quedaron tan impresionados con el combate que extendieron contratos para ambos. En la edición de Raw del 26 de julio de 1999, durante un combate entre Val Venis & The Godfather y Droz & Albert, Grimes apareció entre el público y atacó a Godfather, vestido con un traje blanco. Poco más tarde, Grimes fue presentado como Key, y se reveló como el suministrador de droga de Droz, uniéndose a él y a su artista de tatuajes Prince Albert.
El 1 de agosto, en Heat, se programó un combate entre Albert y Chaz, pero el artista fue lesionado por Chaz después de que insultase a su valet Marianna, siendo suspendida la lucha; tras ello, Albert fue atacado en el ring por Chaz, pero Key intervino y entre él y Albert dejaron tendido a Chaz. La semana siguiente, también en Heat, The Godfather retó a Key, siendo atacado por él y sus aliados; poco después, Val Venis y Chaz intervinieron para ayudar a Godfather. Luego, el 14 de agosto, en Jakked, el grupo de Droz, Albert & Key fue presentado como "The Pierced Pals", derrotando a Cody Hawk, Brett Keene & Anthony McMurphy después de una sitout crucifix powerbomb de Key. Ese fue el primer y último combate de Grimes, ya que Godfather se lesionó cuando él y Key entrarían en un feudo mayor; por ello, Grimes fue enviado por los directivos de la WWE a Extreme Championship Wrestling para desarrollar sus habilidades.

### Extreme Championship Wrestling (1999-2020)
La WWF animó a Grimes a trabajar para la Extreme Championship Wrestling para desarrollar sus habilidades. Ahí, Grimes se unió a Tony DeVito y Spanish Angel para formar Da Baldies. Los combates más importantes de Grimes en ECW fueron contra Kid Kash, Mike Awesome y Tommy Dreamer.
Durante el evento Living Dangerously, un fallo en el combate entre Grimes y New Jack ocasionó que ambos cayesen desde lo alto de un andamio sobre el suelo desnudo, en lugar de sobre mesa cercana que debería haber absorbido el impacto. En la caída Grimes, quien por entonces pesaba 160 kg, aterrizó sobre el cráneo Jack y le produjo daño cerebral, haciendo que perdiese la visión de un ojo. Poco más tarde, Grimes dejó la ECW.

### Xtreme Pro Wrestling (2000-2003)
Grimes fue contratado por la XPW después de su salida de la ECW. Allí entró en un feudo con New Jack cuando éste debutó más tarde, con Grimes golpeando a Jack con una guitarra en el evento Payback's a Bitch. En otro segmento, Grimes emergió de la lona del ring en el que New Jack y Rob Black se hallaban, atacando de nuevo a Jack y uniéndose al grupo de Black, "The Black Army". En un combate por equipos, Grimes y The Messiah se enfrentaron a New Jack y Supreme; durante el mismo, Grimes realizó a Jack una powerbomb sobre una mesa en llamas, exponiéndolo al fuego durante al menos 10 segundos.
El feudo culminó en febrero de 2002, donde al final del combate New Jack desobedeció lo planeado y atacó a Grimes con una taser de forma auténtica; tras ello, Jack lanzó a Vic desde un elevado andamio sobre una serie de mesas apiñadas, pero Grimes aterrizó casi fuera de ellas e impactó contra la tercera cuerda, dislocándose el tobillo y sufriendo otra serie de lesiones. En el documental de 2005 Forever Hardcore, Jack declaró que su intención era lanzar a Vic contra el turnbuckle y matarlo, en venganza por el incidente de Living Dangerously, pero un examen de la escena permite ver que Grimes tropezó antes de ser arrojado, lo que fue la auténtica causa del accidente.
Cuando Shane Douglas tomó el control de XPW (en el evento Baptized in Blood 3), Vic Grimes hizo su regreso, y tuvo feudos contra Shane Douglas y SNUFF. Un tremendo accidente durante su feudo con Douglas Ocurrió en un tag match between Shane Douglas/Lizzy Borden and Vic Grimes/Lucy; Grimes falló un Powerbomb desde la tercera cuerda en Lizzy Borden que debía aterrizar en una mesa, sin embargo,  Borden fallo completamente el aterrizaje en la mesa, cayendo directamente en el concreto de cabeza. first. Grimes también tendría un número de luchas contra pesos cruceros, como Psicosis, Little Guido, y (su aprendiz) Altar Boy Luke.

### All Pro Wrestling (2002-2006)
Después de que la XPW quebrara, Grimes fue a trabajar en varias empresas independientes de California como la Supreme Pro Wrestling, Pro Wrestling Iron,y quizás en el más notable Full Contact Wrestling. Vic luchó en un Triple Threat Hardcore Match para la Independent Bay Wrestling Federation February 24, 2007. Luchó contra Pongo the Clown y V-unit ganando, así como en otras empresas.

### Wrestling Society X (2006)
Grimes apareció en la serie de televisión de MTV Wrestling Society X, siendo su debut el tercer episodio, aireado el 15 de noviembre del 2006. En él, Grimes resultó ser el compañero de Arik Cannon para enfrentarse a El Cartel (Delikado & Lil Cholo), quienes habían atacado a Cannon semanas atrás. Sin embargo, Cannon y Grimes perdieron el combate cuando Mongol intervino para ayudar a Delikado y Cholo a atacar a Grimes, a pesar de la ayuda de una misteriosa mujer enmascarada. Al siguiente episodio, ésta reveló ser Nic Grimes, la (kayfabe) hermana de Vic y valet del equipo. Al igual que con ella, los directivos habían planeado que Grimes luchase en WSX bajo una máscara negra, pero se descartó antes de comenzar debido a que la máscara no se ajustaba bien a su cabeza. Dos episodios más tarde, Grimes y Cannon compitieron contra Luke Hawx & Al Katrazz; sin embargo, Grimes erró la trayectoria de una spear contra Katrazz y aterrizó en unos tubos de luz al fondeo del plató, cuya explosión (kayfabe) incapacitó a Grimes y causó que Cannon fuese derrotado. Poco más tarde, WSX cerró.

## En lucha
- Movimientos finales
  - Grimes Clash[1] (Belly to back inverted mat slam, a veces desde una posición elevada)
  - Grimes Cutter[1] (Elevated stunner)
  - Grimes You Up[2] (Reverse powerbomb)
  - Victimizer[1] (Inverted front slam)

- Movimientos de firma
  - Argentine backbreaker rack drop
  - Arm twist ropewalk leg drop al brazo del oponente[11][13]
  - Back elbow a un oponente cargando
  - Belly to back suplex
  - Chokeslam
  - Corner slingshot low blow headbutt a un oponente sentado en el rincón[13]
  - Discus leg drop, a veces desde una posición elevada
  - Diving elbow drop[14]
  - Diving moonsault
  - Diving somersault leg drop[15]
  - Electric chair facebuster
  - Elevated powerbomb transicionado en cutter
  - Fallaway slam[1]
  - Flying clothesline[16]
  - Frog splash[5]
  - Gorilla press derivado en sitout swinging chokeslam[16] o cutter[14]
  - Inverted DDT
  - Overhead gutwrench backbreaker rack seguido de backbreaker drop o one shoulder sitout ganso bomb
  - Pizza cutter attack
  - Running corner body avalanche[13]
  - Running hip attack con burlas a la cara de un oponente sentado en el rincón[1][13]
  - Running somersault neckbreaker a un oponente agachado[17]
  - Samoan drop[13]
  - Scoop sitout facebuster[11]
  - Second rope crucifix sitout belly to back piledriver
  - Senton bomb,[1] a veces realizando un 180° corkscrew[1]
  - Short-arm clothesline[14]
  - Sitout belly to belly piledriver, a veces desde una posición elevada
  - Sitout chokebomb
  - Sitout crucifix powerbomb[1]
  - Spear
  - Spinning headlock elbow drop
  - Spinning heel kick
  - Standing iconoclasm
  - Standing powerbomb,[1] a veces desde una posición elevada
  - Vertical suplex
  - Wheelbarrow facebuster, a veces precedido de un tilt-a-whirl o desde una posición elevada

- Mánagers
  - Lucy
  - Nic Grimes

- Apodos
  - "Vicious" Vic Grimes[1][2]

## Campeonato y logros
- All Pro Wrestling
  - APW Universal Heavyweight Championship (1 vez)[18]
  - APW Tag Team Championship (2 veces) – con Dic Grimes (1) y Frank Murdoch (1)[18]

- Power Pro Wrestling
  - PPW Heavyweight Championship (1 vez)
  - PPW Tag Team Championship (1 vez) – con Erin O'Grady
  - PPW Young Guns Championship (2 veces)

- Xtreme Pro Wrestling
  - XPW King of the Deathmatch Tournament (2001)

- Pro Wrestling Illustrated
  - Situado en el Nº306 en los PWI 500 de 1998[19]
  - Situado en el Nº270 en los PWI 500 de 2001[20]
  - Situado en el Nº281 en los PWI 500 de 2002[21]